# Alice Munro
Alice Ann Munro (născută Alice Ann Laidlaw, n. 10 iulie 1931, Wingham⁠(d), Ontario, Canada – d. 13 mai 2024, Port Hope⁠(d), Ontario, Canada) a fost o scriitoare canadiană.
Pentru întreaga sa activitate literară, a fost distinsă în 2009, cu Premiul Internațional Man Booker.
De asemenea, a obținut de trei ori premiul pentru ficțiune din partea guvernatorului Canadei. A fost distinsă cu Premiul Nobel pentru literatură 2013, ca „maestră a nuvelei contemporane”. 

## Biografie
Născută în 1931, Alice Ann Laidlaw a crescut la o fermă de la marginea orașului Wingham. Alice și mama ei se considerau „nepotrivite” în acel spațiu, fiind „un copil prea deștept pentru vârsta lui” iar mama ei, o profesoară devenită soție de fermier. Când mama s-a îmbolnăvit de scleroză multiplă, Alice a avut grijă de casă și de frații ei. A câștigat o bursă ca să studieze engleză și jurnalism la Universitatea din Ontario, dar a rămas fără bani înainte de a absolvi. Până la 21 de ani s-a căsătorit cu un alt student, James Munro și s-a mutat la West Vancouver, unde a născut primul copil. În următorii 15 ani a scris povestiri pentru reviste și radio.
La 37 de ani publică prima antologie, „Dansul umbrelor fericite” și a câștigat Premiul Guvernatorului General, cel mai important premiu literar al Canadei. Familia s-a mutat la Toronto și a deschis o librărie. 
Munro a publicat volumul „Vieți de fete și femei” în 1971. Stilul său se caracterizează prin revelații, scrie povestiri cu puțină acțiune dar cu profunzimi de roman. Creează personaje bogate și complexe și dovedește o abilitate în a dezvălui ce anume face viețile lor remarcabile și deseori malefice.
Începând cu anii 1980, Munro a publicat circa un volum la 4 ani și a câștigat 20 de premii importante canadiene, britanice și americane precum Premiul Man Booker în 2009 și Premiul Nobel în 2013.
După a doua căsătorie cu geograful Gerald Fremlin, Munro s-a mutat în Clinton, zonă rurală din Ontario, la 30 de km de locul unde au crescut amândoi. S-a oprit din scris în 2012, la 81 de ani, ultima ei carte fiind „Dragă viață”.

## Opere
- 1968 Dance of the Happy Shades
- 1971 Lives of Girls and Women
- 1974 Something I've Been Meaning to Tell You
- 1978 Who Do You Think You Are?
- 1982 The Moons of Jupiter
- 1986 The Progress of Love
- 1990 Friend of My Youth
- 1994 Open Secrets
- 1996 Selected Stories
- 1998: The Love of a Good Woman
- 2001: Hateship, Friendship, Courtship, Loveship, Marriage
- 2003 No Love Lost ( „The Bear Came Over the Mountain“)
- 2004 Vintage Munro
- 2004: Runaway
- 2006: The View from Castle Rock
- 2006: Carried Away: A Selection of Stories
- 2009: Too Much Happiness
- 2012: Dear Life

### Traduceri în limba română
- Dragostea unei femei cumsecade, Litera, 2018
- Fugara, Litera, 2014, 2018
- Ură, prietenie, dragoste,căsătorie, Litera, 2014 (ISBN: 978-606-686-730-6), 2018 (ISBN: 978-606-33-2672-1)
- Chipul. Face, Litera, traducător Ioana Opait, 2017
- Dragă viață, Litera 2014
- Prea multă fericire, Litera 2013

## Ecranizări
- 1994: Lives of Girls and Women
- 2006: Away From Her – bazat pe „The Bear Came Over the Mountain“

## Importante premii
- Governor General's Award for Fiction (1968, 1978, 1986) pentru Dance of Happy Shades, Who do you think you are și The Progress of Love
- Giller Prize (1998, 2004) pentru The Love of a Good Woman și Runaway
- National Book Critics Circle Award for Fiction (1998) pentru The Love of a Good Woman
- Premiul Nobel pentru literatura (2013)